# Sarah Hall (femme politique)
Pour les articles homonymes, voir Sarah Hall et Hall.
Ne doit pas être confondue avec Sarah Hall, alias Sarah Vaughan, journaliste et romancière britannique
Sarah Hall est une femme politique britannique. Elle est élue députée de la circonscription de Warrington South en 2024, sous l'étiquette Labour and Co-operative Party.

## Biographie
Son beau-père, Mike Hall, est député travailliste pour la même circonscription, Warrington South,.
Sarah Hall est élue membre du conseil de district de Warrington lors des élections de 2016, représentant le ward de Bewsey & Whitecross. En 2021, elle est nommée membre du Cabinet des services à l'enfance. Elle démissionne avant les élections locales de 2024.
En juillet 2024, elle est élue députée de la circonscription de Warrington South, sous l'étiquette Labour and Co-operative Party.